# 于建成
于建成（1953年11月—），男，汉族，山东文登人，中华人民共和国政治人物，曾任中共莱芜市委书记、莱芜市人大常委会主任，山东省人大常委会副主任。